# Золотий ключик (фільм, 1939)
«Золотий ключик» — радянський художній фільм-казка, створений за мотивами однойменної п'єси Олексія Толстого в 1939 році. Вийшов на екрани 1 липня 1939 року.

## Сюжет
Казка про пригоди вирізаної з поліна шарманщиком Карлом дерев'яної ляльки. Буратіно переживає дивовижні пригоди і перемагає всіх своїх ворогів. Багато сюжетних ліній оригінальної п'єси відрізняються від повісті «Золотий ключик, або Пригоди Буратіно». Відповідно до п'єси знятий і фінал фільму. Буратіно і його друзі відчиняють золотим ключиком заповітні двері, добираються до чарівної книги і на повітряному кораблі, що зійшов з її сторінок, відправляються разом з радянськими полярниками в країну, де «всі діти вчаться у школах, і славно живуть люди похилого віку».

## У ролях
- Олександр Щагін — Карабас-Барабас
- Сергій Мартінсон — Дуремар
- Ольга Шаганова-Образцова — Буратіно (Георгій Віцин озвучив у 1959 році)
- Георгій Уваров — Папа Карло (Анатолій Орфьонов — вокал)
- Микола Боголюбов — капітан повітряного корабля
- Михайло Дагмаров — Джузеппе (Георгій Віцин озвучив у 1959 році)
- Тамара Адельгейм — Мальвіна
- Раїса Хаїрова — П'єро
- Микола Мічурін — Сандро, корчмар
- Кирило Никифоров — Базиліо
- Валентина Покорська — Аліса (Юлія Юльська озвучила у 1959 році)
- Василь Краснощоков — поліцейський (немає в титрах)
- Георгій Мілляр — клоун на сцені (немає в титрах)
- Павло Рожицький продавець солодощів (немає в титрах)
- Веніамін Гут — епізод (немає в титрах)

## Знімальна група
- Автори сценарію: Олексій Толстой, Людмила Толстая, Микола Лещенко
- Режисер: Олександр Птушко
- Оператор: Микола Ренков
- Художник: Юрій Швець
- Композитор: Лев Шварц
- Звукооператор: А. Бондарєв
- Ляльководи: С. Зонненбург, А. Васильєва, К. Никифоров, В. Покорська, Ф. Тихонова
- Художник ляльок та костюмів: Валентин Кадочников
- Художник-гример: В. Шишков
- Монтаж: В. Массіно
- Автор пісень: Михайло Фроман
  - Диригент: Василь Ширинський
- Директор картини: М. Бердичевський